# NGC 4429
NGC 4429 је лентикуларна галаксија у сазвежђу Девица која се налази на NGC листи објеката дубоког неба.
Деклинација објекта је + 11° 6' 27" а ректасцензија 12h 27m 26,3s. Привидна величина (магнитуда) објекта NGC 4429 износи 10,2 а фотографска магнитуда 11,1. Налази се на удаљености од 16,8000 милиона парсека од Сунца. NGC 4429 је још познат и под ознакама UGC 7568, MCG 2-32-61, CGCG 70-93, VCC 1003, IRAS 12249+1123, PGC 40850.